# ۲۰۵۹ (میلادی)
۲۰۵۹ (میلادی) ۲۰۵۹مین سال تقویم میلادی است.

## درگذشتگان
‎